# 1700 aux échecs
| Années des échecs : 1697 - 1698 - 1699 - 1700 - 1701 - 1702 - 1703    |
| Décennies des échecs : 1670 - 1680 - 1690 - 1700 - 1710 - 1720 - 1730 |

Cet article présente les faits marquants de l'année 1700 aux échecs.

## Événements majeurs
- Ouverture du Slaughter’s Coffee House à Londres, haut lieu du jeu d’échecs jusqu’en 1770[1].